# Родригес-и-Кастро, Бонифация
Святая Бонифация Родригес-и-Кастро (исп. Bonifacia Rodríguez y Castro, 6 июня 1837, Саламанка, Кастилия и Леон — 8 августа 1905, Самора, Кастилия и Леон) — соосновательница конгрегации служителей св. Иосифа (исп. Siervas de San José; SSJ), которая занималась пасторальной деятельностью и помощью бедным и безработным женщинам. Орден был новаторским учреждением монахинь в Испании XIX века.

## Жизнь
Родилась в Саламанке 6 июня 1837 года в бедной семье ремесленников. Старшая из шестерых детей Хуана Родригеса и Марии Натальи Кастро, которые были глубоко верующими и набожными людьми. Отец семейства был портным и держал маленькую швейную мастерскую. Родригес с детства помогала отцу с заказами и следила за младшими братьями и сёстрами.
Получив обязательное образование, Родригес начала работать в канатной мастерской. В 1865 году, после того как вышла замуж её единственная выжившая сестра, она открыла небольшую мастерскую по изготовлению верёвок, кружев и других изделий. Таким образом, Родригес жила спокойной жизнью со своей ныне овдовевшей матерью, а сила её вера и набожность с годами лишь возрастала.
В 1870 году Родригес познакомилась с Франсеском Ксавьером Бутинья-и-Оспиталем (1834—1899), священником-иезуитом из Каталонии. Он проповедовал, что работа — это способ для всех достичь свободны и равенства в обществе, а также способ узреть учения Евангелия. Родригес и её мать ежедневно посещали мессы в соседней иезуитской церкви, где проповедовал Бутинья, и вскоре тот стал её духовным наставником.
Родригес собирала в своей мастерской таких же работающих женщин, как и она. На свои встречи они приглашали Бутинью, и под его руководством возникла ассоциация Непорочного Зачатия и св. Иосифа. Родригес почувствовала в себе призвание к религиозной жизни, и 10 января 1874 года она, её мать и пять других женщин из ассоциации принесли монашеские обеты. За три дня до этого, 7 января, епископ Саламанки дон Хоакин Льюк-и-Гарриха подписал указ об учреждении конгрегации служителей св. Иосифа. Организация помогала бедным, работающим женщинам, возможности которых в жизни были сильно ограничены. Она получила одобрение папы Льва XIII в 1901 году.
Родригес умерла в Саморе 8 августа 1905 года в возрасти 68 лет.
В настоящее время обители конгрегации св. Иосифа есть в десяти странах мира: помимо Испании, они есть на Кубе, по всей Южной Америке, а также в Конго, на Филиппинах, в Папуа — Новой Гвинее и Вьетнаме.

## Почитание
Папа Иоанн Павел II беатифицировал Родригес 9 ноября 2003 года в Риме. Папа Бенедикт XVI канонизировал её 23 октября 2011 года.
День памяти — 8 августа.